# Martin Olsen (fackföreningsman)
Christian Martin Olsen, född 5 februari 1853 i Vejle, död 28 april 1926, var en dansk fackföreningsman och politiker. 
Olsen ägnade sig åt snickaryrket, anslöt sig till socialdemokratin och innehade 1898–1909 viktiga förtroendeposter (först sekreterare, senare ordförande) i De samvirkende Fagforbund. Han var 1897–1909 medlem av Köpenhamns borgarrepresentation, 1901–1909 och 1910–1918 ledamot av folketinget samt från 1918 ledamot av landstinget. Han anlitades mycket av sitt parti för att framföra dess synpunkter i debatterna.